# Cheonbuk-myeon, Gyeongju
Cheonbuk-myeon (hangul: 천북면, hanja 川北面) är en socken i stadskommunen Gyeongju i provinsen Norra Gyeongsang i den östra delen av Sydkorea, 280 km sydost om huvudstaden Seoul. 